# Sobreira Formosa e Alvito da Beira
Sobreira Formosa e Alvito da Beira (llamada oficialmente União das Freguesias de Sobreira Formosa e Alvito da Beira) es una freguesia portuguesa del municipio de Proença-a-Nova, distrito de Castelo Branco.

## Historia
Fue creada el 28 de enero de 2013 en aplicación de una resolución de la Asamblea de la República de Portugal promulgada el 16 de enero de 2013 con la unión de las freguesias de Alvito da Beira y Sobreira Formosa, pasando su sede a estar situada en la antigua freguesia de Sobreira Formosa.

## Demografía
| Gráfica de evolución demográfica de Sobreira Formosa e Alvito da Beira entre 2011 y 2021 |
|                                                                                          |
| Datos según el nomenclátor publicado por el INE portugués.                               |